# Carl Zuckmayer
Carl Zuckmayer (Nackenheim, 27. prosinca 1896. – Visp, Švicarska, 18. siječnja 1977.), njemački književnik.
Bio je dobrovoljac u Prvom svjetskom ratu, zatim student biologije. Surađivao je s Bertoldom Brechtom. Istaknuti je antifašist, pa nacisti zabranjuju izvođenje njegovih djela. Godine 1933. emigrirao je u Austriju, 1938. u Švicarsku, a 1939. u Ameriku. U svojem dramskom radu prošao je utjecaje od ekspresionizma do nadrealizma, a svjetski uspjeh postigao je dramom "Vražji general", koja je snažna kritika njemačkog militarizma.

## Djela
- "Veseli vinograd",
- "Kapetan zapovijeda u Köpenicku",
- "Ulla Winblad".